# Fernando Sánchez Cipitria
Fernando Sánchez Cipitria (Madrid, Comunidad de Madrid, España, 12 de septiembre de 1971) es un exfutbolista y entrenador de fútbol español. Actualmente dirige al Xinjiang Tianshan Leopard Football Club de la China League One.

## Clubes como jugador
| Club                      | País     | Año       |
| ------------------------- | -------- | --------- |
| CF Fuenlabrada            | España   | 1988-1990 |
| Real Madrid CF C          | España   | 1990−1992 |
| CD Leganés (cedido)       | España   | 1992−1993 |
| Real Madrid CF B          | España   | 1993−1995 |
| Real Valladolid CF        | España   | 1995−1997 |
| Real Betis Balompié       | España   | 1997−1999 |
| RC Deportivo de La Coruña | España   | 1999−2004 |
| CA Osasuna (cedido)       | España   | 2001−2002 |
| Hannover 96 (cedido)      | Alemania | 2002-03   |
| Córdoba CF (cedido)       | España   | 2003-04   |

## Internacionalidades
Fue dos veces internacional absoluto con la selección española de fútbol, cuando jugaba para el Real Betis Balompié. Debutó el 28 de enero de 1998 contra Francia en París.

## Trayectoria como entrenador
Comenzó su carrera como entrenador de equipos modestos como el C .D. Laguna de la provincia de Valladolid y al CUC Villalba durante la temporada 2008-09.
En 2012 se marchó a China, para formar parte de la Evergrande Football School, fundada por Guangzhou Evergrande FC, donde trabajó como director técnico y entrenador en jefe.
El 1 de enero de 2019 fue nombrado nuevo entrenador del Xinjiang Tianshan Leopard Football Club de la China League One.

## Clubes como entrenador
| Club                                    | País   | Ano       |
| --------------------------------------- | ------ | --------- |
| C.D. Laguna                             | España | 2007      |
| CUC Villalba                            | España | 2008−2009 |
| Xinjiang Tianshan Leopard Football Club | China  | 2019−     |